# Kreigh Collins
Kreigh Taylor Collins, född 1908, död 1974, var en amerikansk serietecknare mest känd för den tecknade serien Roland den Djärve (Kevin the Bold), som på svenska även hetat Falcon Stormfågeln.
Kreigh Collins gjorde sig ett namn som tidskriftsillustratör på 1930-talet.
På 30-talet tecknade han också "Do You Know?", från 2 september 1935 till 26 januari 1937. "Do you know? var lite snarlik "Ripley's Believe It or Not!", och hade manus av Willis Atwell och blev distribuerad av Booth Newspapers.
Collins fick ett stort genomslag 1945 när The Methodist Publishing House bad honom att teckna serier baserade på Bibeln, för publicering i kyrkans tidningar.
I slutet av 40-talet skrev han på för NEA-syndikatet och skapade sin första dagspresserie, "Mitzi McCoy", som NEA lanserade som söndagsserie 1948. Collins, som var en skicklig illustratör och berättare, svarade för såväl manus som teckningar till serien. 
Serien "Roland den Djärve" hade premiär den 1 oktober 1950, skriven och tecknad av Collins. På 60-talet fick han dock hjälp med manus av Jay Heavilin (1961) och Russell R. Winterbotham (1964-68). Denna vältecknade söndagsserie gick i dagspress i nästan tjugo år, och handlade om Kevin som irländsk agent under kung Henrik VIII av England.
År 1968 började Collins arbeta med serien "Up Anchor", en modern berättelse om segling, löst baserat på egna erfarenheter av segling. Serien "Up Anchor" blev publicerad fram till 1972.
Förutom att verka som serietecknare och tidskriftsillustratör så illustrerade och skrev Collins även böcker under sin karriär. I början av 60-talet skrev och illustrerade han två barnböcker (Christopher Columbus och David Livingstone), och långt dessförinnan skrev han och illustrerade boken Tricks, Toys, and Tim. Collins var också en aktiv målare under hela sitt liv.